# 东台市中医院
东台市中医院，是中华人民共和国江苏省的一所医院，为二级医院，位于东台市苏家园巷11号。

## 规模
东台市中医院总床位200张，日门诊量244人次。